# Warner T. Koiter

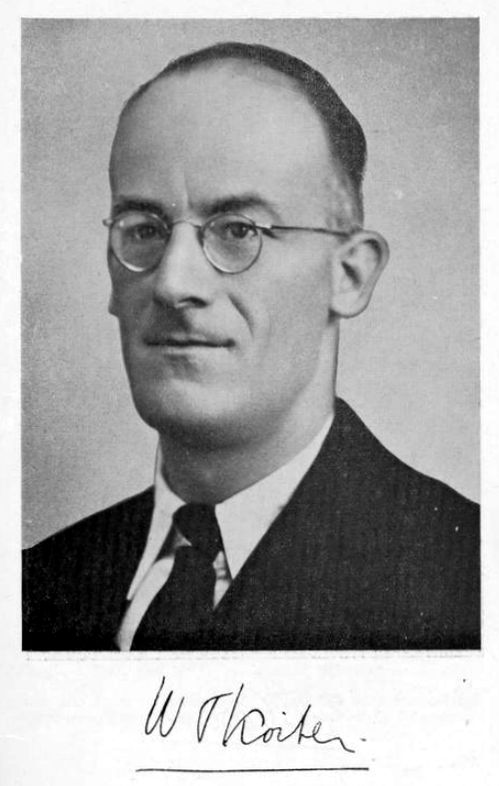
Prof. dr. ir. W. T. Koiter, 1950

Warner Tjardus Koiter (* 16. Juni 1914 in Amsterdam; † 2. September 1997 in Delft) war ein niederländischer Ingenieurwissenschaftler für Mechanik. Er wirkte als Professor an der TH Delft.

## Leben und Werk
Koiter war der Sohn eines Lehrers und wuchs in Zutphen auf. Er studierte ab 1931 Ingenieurwesen (Mechanik) an der TU Delft, wo er 1936 seinen Abschluss mit Auszeichnung machte. Danach war er Ingenieur am nationalen Flugzeugforschungsinstitut in Amsterdam (Rijks Studiedienst voor de Luchtvaart, später Nationaal Lucht- en Ruimtevaartlaboratorium, NLR) bei A. van der Neut, ab 1938 an der Patentbehörde und ab 1939 an der staatlichen zivilen Luftfahrtbehörde, wo er Leiter der Ingenieursabteilung wurde. Während des Zweiten Weltkrieges arbeitete er wieder am Vorläuferinstitut der NLR, was zu seiner Dissertation bei Cornelis B. Biezeno an der TU Delft 1945 führte (Over de Stabiliteit van het Elastisch Evenwicht, Stabilität des elastischen Gleichgewichts, niederländisch). Die Dissertation war schon 1942 fertig, er wartete aber bis nach der Besatzung mit der Einreichung, da er keinen Eid auf die Besatzungsmacht schwören wollte. Sie wurde auch 1960 ins Englische übertragen und von der NASA veröffentlicht, nachdem er Ende der 1950er Jahre an der Harvard University über deren Ergebnisse berichtet hatte. 1949 wurde er Professor für Angewandte Mechanik an der TU Delft, wo er 1973 auf einen eigens für ihn geschaffenen Lehrstuhl für Theorie der Stärke und Stabilität von Strukturen wechselte (da er nach den Studentenunruhen einen Rückzug von der Universität erwog) und 1979 emeritierte.
Er war ein international anerkannter Experte für Mechanik und erhielt sowohl die Von-Karman-Medaille (1965) als auch die Timoschenko-Medaille (1968). Anfangs war er bekannt für seine grundlegenden Untersuchungen zum elastischen Gleichgewicht in Kontinua (insbesondere mit Nichtlinearitäten im Übergang zum Knickbereich), er befasste sich mit linearer und nichtlinearer Schalentheorie und anderen Problemen der Elastizitätstheorie und Plastizitätstheorie.
Im Jahr 1976 wurde Koiter zum Mitglied der Leopoldina gewählt. Weiterhin war er Mitglied der Königlich Niederländischen Akademie der Wissenschaften, der American Academy of Arts and Sciences (1974), der Académie des sciences (1981), der Royal Society (1982) und der National Academy of Engineering. 1996 stiftete die American Society of Mechanical Engineers (ASME) die Warner T. Koiter Medal mit ihm als erstem Preisträger 1997. Ein Mechanik Institut der TU Delft ist nach ihm benannt. Er war Ehrendoktor der Universitäten von Glasgow, Bochum, Gent und Lüttich.
Zu seinen Doktoranden zählt Jacob Willem Cohen.

## Schriften
- W. T. Koiter´s Elastic stability of solids and structures, Cambridge University Press 2009, Herausgeber Arnold M. A. van der Heijden
- Herausgeber Proceedings of the IUTAM Symposium on the theory of thin elastic shells. Delft, 24.-28. August 1959, North Holland 1960
- Herausgeber Theory of Shells, Proc. 3. IUTAM Symposium Shell Theory, Tbilisi 1978, North Holland 1980
- Herausgeber Theoretical and applied mechanics. Proc. 14. IUTAM Congress, Delft 1976, North Holland 1977
- Stress-strain relations, uniqueness and variational theorems for elastic-plastic materials with a singular yield surface, Quarterly of Applied Mathematics, Band 11, 1953, S. 350–354
- General theorems for elastic-plastic solids, in Ian Sneddon, Rodney Hill (Hrsg.) Progress in solid mechanics, Band 6, North Holland, 1960/61, S. 165–221
- A consistent first approximation in the theory of thin elastic shells, in Koiter (Hrsg.) Proc. IUTAM Symp. on the theory of thin elastic shells, North Holland, 1960, S. 12–33
- On the nonlinear theory of thin elastic shells, Teil 1–3, Proc. Kon. Ned. Akad. Wet., Band 69,  1966, S. 1–54
- On the foundation of the linear theory of thin elastic shells, Proc. Kon. Ned. Akad. Wet., Band 73, 1970, S. 169–195
- Stijfheid en sterkte 1: grondslagen, Haarlem, Scheltema & Holkema 1972
- Omzien en verwondering, maar niet in wrok[8], in J. F. Besseling, A. M. A. van der Heijden (Hrsg.) Trends in solid mechanics. Proc. of the Symposium dedicated to the 65. Birthday of W. T. Koiter, Delft University Press 1979, S. 237–246